# Suns kuriösa identitet
Inom kombinatorik är Suns kuriösa identitet följande identitet, först bevisad av Zhi-Wei Sun 2002:
{\displaystyle (x+m+1)\sum _{i=0}^{m}(-1)^{i}{\dbinom {x+y+i}{m-i}}{\dbinom {y+2i}{i}}-\sum _{i=0}^{m}{\dbinom {x+i}{m-i}}(-4)^{i}=(x-m){\dbinom {x}{m}}.}
Efter att Sun publicerat identiteten har flera alternativa bevis getts av flera matematiker: Panholzer och Prodinger bevisade den med hjälp av genererande funktioner, Ekhad och Mohammed bevisade den med hjälp av WZ-metoden, Chu och Claudio bevisade den med hjälp av Jensens formel och Callan gav ett kombinatoriskt bevis.